# Invariante algebraico (álgebra lineal)
Un invariante algebraico es una función polinómica de los componentes de la matriz de una aplicación lineal, no depende de la base vectorial escogida para representar la aplicación lineal en forma de matriz. En otras palabras, un invariante algebraico es una cierta combinación de los componentes de una matriz cuyo valor numérico no queda alterado al hacer un cambio de base, y de ahí el nombre de invariante.

## Introducción
Dado un endomorfismo o aplicación lineal de un espacio vectorial en sí mismo (es decir, un endomorfismo), dicha aplicación se puede representar como en un conjunto de números fijada una base vectorial. Sin embargo, la misma aplicación se expresa por diferentes componentes en diferentes bases, ya que los componentes no son intrínsecas a la aplicación lineal. Afortunadamente, existen algunas combinaciones en forma de sumas y productos de los componentes que son iguales en todas las bases. Estas combinaciones son precisamente los invariantes algebraicos. Por ejemplo, es un hecho bien conocido que si {\displaystyle \mathbf {A} _{f}} y {\displaystyle \mathbf {B} _{f}} es la matriz de componentes de una aplicación lineal {\displaystyle f\,} expresada en cierta base y {\displaystyle \mathbf {C} } es una matriz invertible que representa un cambio de base, entonces:

{\displaystyle \det \mathbf {B} _{f}=\det \mathbf {C} \mathbf {A} _{f}\mathbf {C} ^{-1}=\det \mathbf {C} \mathbf {C} ^{-1}\mathbf {A} _{f}=\det \mathbf {A} _{f}}

Es decir, el determinante es una combinación de componentes de las matrices de componentes que resulta independiente de la base y por tanto es un invariante algebraico. Los invariantes algebraicos más comunes son:
- Determinante de una matriz
- Traza de una matriz
- Invariante cuadrático

Una aplicación lineal representable por una matriz cuadrada {\displaystyle n\times n} admite al menos {\displaystyle n\,} invariantes algebraicos. Más aún cualquier función polinómica de estos invariantes es un nuevo invariante algebraico funcionalmente independiente de los anteriores.

## Invariantes básicos de una matriz
Dada una aplicación lineal {\displaystyle F:\mathbb {R} ^{n}\to \mathbb {R} ^{n}}, y fijada una base vectorial {\displaystyle {\mathcal {B}}} se define el polinomio característico de dicha de la aplicación en dicha base simplemente como:

{\displaystyle P_{F,{\mathcal {B}}}(\lambda )=(-1)^{n}\det(\mathbf {A} -\lambda \mathbf {I} )=\lambda ^{n}+p_{1}\lambda ^{n-1}+\dots +p_{n-1}\lambda +p_{n}}

Este polinomio será un polinomio mónico de grado n en la variable {\displaystyle \lambda ^{n}}. Puede demostrarse de forma bastante sencilla que dicho polinomio no depende de la base vectorial escogida. Es decir, dada otra base vectorial {\displaystyle {\mathcal {V}}} se tiene que:

{\displaystyle P_{F,{\mathcal {B}}}(\lambda )=P_{F,{\mathcal {V}}}(\lambda )}

Eso implica que cada uno de los coeficientes {\displaystyle p_{1},\dots ,p_{n}\,} constituye un invariante algebraico.

### Forma explícita de los invariantes básicos
Puede demostrarse además que cada uno de los {\displaystyle p_{k}\,} es una polinomio de grado k en los componentes de la matriz que representa la aplicación lineal. Así si la {\displaystyle F:\mathbb {R} ^{n}\to \mathbb {R} ^{n}} se representa por la matriz {\displaystyle {\mathcal {A}}=[a_{ij}]}, el primer  coeficiente no trivial del polinomio característico, llamado invariante lineal o primer invariante, coincide con la traza de la matriz, salvo signo:

{\displaystyle p_{1}(a_{ij})=-(a_{11}+a_{22}+\dots +a_{nn})=-I_{1}=-{\mbox{tr}}\ \mathbf {A} }

El segundo coeficiente no trivial, llamado invariante cuadrático o segundo invariante viene dado por:

{\displaystyle p_{2}(a_{ij})=a_{11}a_{22}+\dots +a_{11}a_{n,n}+a_{22}a_{33}+\dots +a_{n-1,n-1}a_{nn}-a_{12}a_{21}-\dots -a_{n,n-1}a_{n-1,n}=I_{2}}

El invariante n-ésimo coincide con el determinante de la matriz salvo signo:

{\displaystyle p_{n}(a_{ij})=(-1)^{n}\det \ \mathbf {A} =(-1)^{n}I_{n}}

El invariante (n-1)-ésimo puede calcularse a partir de la matriz de adjuntos:

{\displaystyle p_{n-1}(a_{ij})=(-1)^{n-1}{\mbox{tr}}\ {\mbox{adj}}(\mathbf {A} )=(-1)^{n-1}I_{n-1}}

El invariante k-ésimo puede expresarse en general como un polinomio homogéneo de grado k, más concretamente tenemos que:

{\displaystyle p_{k}(a_{ij})=(-1)^{k}\sum _{\sigma \in S_{n}}\epsilon (\sigma )a_{1\sigma (1)}a_{2\sigma (2)}\dots a_{n\sigma (n)}=(-1)^{k}I_{k},\qquad 1\leq k\leq n}

Donde:
{\displaystyle \sigma \in S^{n}}, es cualquier permutación del grupo simétrico de orden n.
{\displaystyle \epsilon (\sigma )\,}, es la signatura de la permutación.
{\displaystyle \sigma (i)\,}, es la imagen del índice i bajo la permutación σ.

### Matrices diagonalizables
Las fórmulas anteriores se simplifican notablemente cuando se consideran endomorfismos diagonalizables para los que es posible fijar alguna base en que la matriz que representa el endomorfismo venga dada por:

{\displaystyle \mathbf {A} ={\begin{bmatrix}\lambda _{1}&0&\dots &0\\0&\lambda _{2}&\dots &0\\\dots &\dots &\dots &\dots \\0&0&\dots &\lambda _{n}\end{bmatrix}}}

Ya que en ese caso se tiene:

{\displaystyle {\begin{cases}I_{1}=\sum _{j=1}^{n}\lambda _{j}=\lambda _{1}+\dots +\lambda _{n}\\I_{2}=\sum _{j=1}^{n}\sum _{k=j+1}^{n}\lambda _{j}\lambda _{k}\\\dots \\I_{n}=\lambda _{1}\lambda _{2}\dots \lambda _{n}\end{cases}}}

### Fórmulas prácticas para el cálculo
Dada una matriz en forma no diagonal el cálculo de los invariantes algebraicos básicos puede resultar pesado especialmente cuando {\displaystyle n\geq 4} por lo que conviene tener algunas fórmulas prácticas:

{\displaystyle {\begin{cases}I_{1}(\mathbf {A} )={\mbox{tr}}(\mathbf {A} )\\I_{2}(\mathbf {A} )={\frac {1}{2!}}[{\mbox{tr}}(\mathbf {A} )^{2}-{\mbox{tr}}(\mathbf {A} ^{2})]\\I_{3}(\mathbf {A} )={\frac {1}{3!}}[{\mbox{tr}}(\mathbf {A} )^{3}-3{\mbox{tr}}(\mathbf {A} ^{2}){\mbox{tr}}(\mathbf {A} )+2{\mbox{tr}}(\mathbf {A} ^{3})]\\I_{4}(\mathbf {A} )={\frac {1}{4!}}[{\mbox{tr}}(\mathbf {A} )^{4}-6{\mbox{tr}}(\mathbf {A} )^{2}{\mbox{tr}}(\mathbf {A} ^{2})+3{\mbox{tr}}(\mathbf {A} ^{2})^{2}+8{\mbox{tr}}(\mathbf {A} ){\mbox{tr}}(\mathbf {A} ^{3})-6{\mbox{tr}}(\mathbf {A} ^{4})]\end{cases}}}

En general el invariante n-ésimo será una función homogénea de grado n consistente en sumandos de productos de n componentes de la matriz. Si bien pueden escribirse fórmulas directas, siempre es más práctico o bien encontrar la forma de Jordan de la matriz y usar los valores propios, o expreasr el invariante n-ésimo de {\displaystyle \mathbf {A} } en términos de las potencias {\displaystyle \mathbf {A} ,\mathbf {A} ^{2}\,\dots ,\mathbf {A} ^{n}} como en las fórmulas anteriores.

## Construcción de invariantes
Puede demostrarse por el teorema de dependencia funcional que para una matriz diagonal o enfomorfismo diagonalizable en que todos sus autovalores son distintos cualquier otro invariante algebraico resulta ser una función de los n invariantes algebraicos considerados en la sección anterior y que coinciden con los coeficientes del polinomio característico:

{\displaystyle I_{alg}=\phi (I_{1},\dots ,I_{n})\,}

En el caso más general de un endomorfismo diagonalizable con solo k valores diferentes entonces los k primeros invariantes algebraicos son funcionalmente independientes y podemos escribir para cualquier otro invariante algebraico:

{\displaystyle I_{alg}=\phi (I_{1},\dots ,I_{k})\,\qquad k\leq n}

Estas dos últimas igualdades pueden deducirse del hecho de que el siguiente determinante:

{\displaystyle {\begin{vmatrix}{\frac {\partial I_{1}}{\partial \lambda _{1}}}&\dots &{\frac {\partial I_{1}}{\partial \lambda _{n}}}\\{\frac {\partial I_{2}}{\partial \lambda _{1}}}&\dots &{\frac {\partial I_{2}}{\partial \lambda _{n}}}\\\dots &\dots &\dots \\{\frac {\partial I_{n}}{\partial \lambda _{1}}}&\dots &{\frac {\partial I_{n}}{\partial \lambda _{n}}}\end{vmatrix}}=\prod _{0\leq j<i\leq n}(\lambda _{i}-\lambda _{j})}

Puede reducirse a un determinante de Vandermonde, y el máximo menor diferente de cero que puede construirse tiene el mismo orden que el número de autovalores diferentes del endomorfismo.

## Invariantes no algebraicos
Usualmente se consideran solo invariantes algebraicos que de una aplicación lineal que pueden expresarse como funciones polinómicas de los componentes de la matriz que representa la aplicación en una determinada base. Si admitimos funciones no necesariamente polinómicas aparecen nuevos invariantes no algebraicos.
Por ejemplo en rango de una aplicación lineal es un número entero independiente de la base escogida para calcular dicho rango. De hecho para una matriz diagonalizable el rango coincide con el número de autovalores no nulos, que obviamente no es una función polinómica de dichos valores.